# Senis
Senis es una localidad italiana de la provincia de Oristán, región de Cerdeña,  con 493 habitantes.

## Evolución demográfica
| Gráfica de evolución demográfica de Senis entre 1861 y 2001 |
|                                                             |
| Fuente ISTAT - elaboración gráfica de Wikipedia             |